# Mateo Silvela Casado
Mateo Silvela y Casado (Madrid, 1863-Madrid, 1948) fue un político y pintor español.

## Biografía
Nacido en Madrid en 1863 fue hijo del abogado y ministro de la Corona Manuel Silvela y de Le Vielleuze y de Faustina Casado Posadillo, dama de la Orden de las Damas Nobles de la Reina María Luisa.
Nieto de Francisco Agustín Silvela y Blanco, jurista y político, y de Mateo Casado Sirelo, héroe de la Guerra de Independencia contra los franceses y Cruz Laureada de San Fernando. Contrajo matrimonio con Rafaela Tordesillas Fernández-Casariego, hija del conde de la Patilla. 
Mateo Silvela y Casado fue gobernador civil de Segovia, diputado a Cortes por Zamora (1891-1899), senador por la provincia de Zamora y senador vitalicio, gentilhombre de cámara del rey Alfonso XIII y presidente del Patronato del Museo del Pueblo Español. 
Fue también pintor perteneciente a la generación realista de fin de siglo, la de Domínguez, de Pradilla y de Palencia, que infundió en la corriente pictórica internacional la más genuina tradición española. Cultivó la pintura de historia y de temas orientalistas, comenzando su formación en la escuela de Bellas Artes de San Fernando de Madrid donde fue alumno de Casto Plasencia. En 1883 se trasladó a París para ampliar sus estudios, donde ingresó en el taller de Jean-Léon Gérôme, y un año más tarde viajó a Roma como pensionado. Desde allí remitió sus cuadros a las Exposiciones Nacionales de Bellas Artes de Madrid y París y obtuvo una segunda medalla en la edición de 1887 con el lienzo titulado La comunión de las vírgenes en las catacumbas", óleo sobre lienzo de 300 x 450 cm adquirido por el Museo Nacional del Prado. Este cuadro había sido trasladado al Vaticano para que lo viese el papa León XIII, quien lo elogió y bendijo. Silvela también expuso en el Pabellón de Cristal del Parque de Madrid y en la Exposición de Blanco y Negro del Círculo de Bellas Artes.
Académico de Bellas Artes desde 1918, Mateo Silvela fue amigo íntimo de los pintores Moreno Carbonero, José Benlliure, Juan Antonio Benlliure y Mariano Benlliure, de los que su padre Manuel Silvela y de Le Vielleuze fue mecenas durante años.
Sus hijos fueron:
- María Silvela y Tordesillas
- Juan Manuel Silvela y Tordesillas (fallecido de niño)
- Fernando Silvela y Tordesillas: Ingeniero agrónomo
- Rafael Silvela y Tordesillas: Ingeniero de caminos canales y puertos
- Ángel Silvela y Tordesillas: Diplomático
- Javier Silvela y Tordesillas: Ingeniero industrial
- Mateo Silvela y Tordesillas: Ingeniero de caminos

Mateo Silvela y Casado falleció en su casa de la calle Monte Esquinza 39 de Madrid en 1948, y fue enterrado en el panteón familiar del cementerio de la Sacramental de San Isidro de Madrid.